# Codegua
Codegua är en kommun i Chile.   Den ligger i provinsen Provincia de Cachapoal och regionen Región de O'Higgins, i den södra delen av landet, 70 km söder om huvudstaden Santiago de Chile.
Omgivningarna runt Codegua är i huvudsak ett öppet busklandskap. Runt Codegua är det glesbefolkat, med 11 invånare per kvadratkilometer.